# Insuspeitos
Above Suspicion (bra: Insuspeitos ou Os Insuspeitos; prt: Insuspeitos) é um filme estadunidense de 1943, dos gêneros drama e espionagem, dirigido por Richard Thorpe, estrelado por Joan Crawford e Fred MacMurray, e co-estrelado por Conrad Veidt, Basil Rathbone e Reginald Owen. O roteiro de Keith Winter, Melville Baker e Patricia Coleman foi baseado no romance homônimo de 1941, de Helen MacInnes, que por sua vez foi vagamente baseado nas experiências de MacInnes e seu marido Gilbert Highet.
A trama retrata a história de dois recém-casados que espionam nazistas para o Serviço Secreto Britânico durante sua lua de mel na Europa.
O filme marcou o fim da carreira de 18 anos de Crawford na Metro-Goldwyn-Mayer antes de ela assinar com a Warner Bros. Foi também o último papel cinematográfico de Conrad Veidt, que morreu de ataque cardíaco semanas após o término das filmagens.

## Sinopse
Na primavera de 1939, o professor Richard Myles (Fred MacMurray) e sua esposa Frances (Joan Crawford) hospedam-se em uma pousada inglesa sob o nome de Sr. e Sra. Smith para sua lua de mel. A primeira noite é interrompida pela chegada inesperada de Peter Galt (Richard Ainley), um ex-colega de Richard que agora trabalha no Serviço Secreto Britânico. Ciente de que os noivos planejam viajar para o sul da Alemanha, Peter pede para eles irem em busca de um cientista que possui informações sobre uma mina magnética marítima, que os alemães nazistas desenvolveram. Richard e Frances aceitam, pensando que sua condição de turistas os coloca acima de qualquer suspeita.

## Elenco
- Joan Crawford como Frances Myles
- Fred MacMurray como Richard Myles
- Conrad Veidt como Hassert Seidel
- Basil Rathbone como Sig von Aschenhausen
- Reginald Owen como Dr. Mespelbrunn
- Richard Ainley como Peter Galt
- Cecil Cunningham como Condessa
- Ann Shoemaker como Tia Ellen
- Sara Haden como Tia Hattie
- Felix Bressart como Sr. A. Werner
- Bruce Lester como Thornley
- Johanna Hofer como Frau Kleist
- Lotte Palfi-Andor como Ottilie
- Lisa Golm como Frau Schultz
- Ludwig Stossel como Sr. Schultz
- Peter Lawford como Estudante de Oxford

## Recepção
A revista Variety escreveu: "Tanto MacMurray quanto Crawford souberam lidar com seus papéis, apesar das desvantagens do roteiro", e o crítico T.S., do The New York Times, comentou: "Joan Crawford é uma heroína muito convincente".
Howard Barnes, em sua crítica para o New York Herald Tribune, escreveu: "Infelizmente, nem Joan Crawford nem Fred MacMurray parecem brilhantes o suficiente para desvendar as meadas emaranhadas deste melodrama".

### Bilheteria
De acordo com os registros da Metro-Goldwyn-Mayer, o filme arrecadou US$ 1.509.000 nacionalmente e US$ 798.000 no exterior, totalizando US$ 2.307.000 mundialmente. O retorno lucrativo da produção foi de US$ 475.000.

## Mídia doméstica
Em 6 de abril de 2010, o filme foi lançado em DVD para a Região 1, como parte da Warner Bros. Archive Collection.